# Wózek Meillera

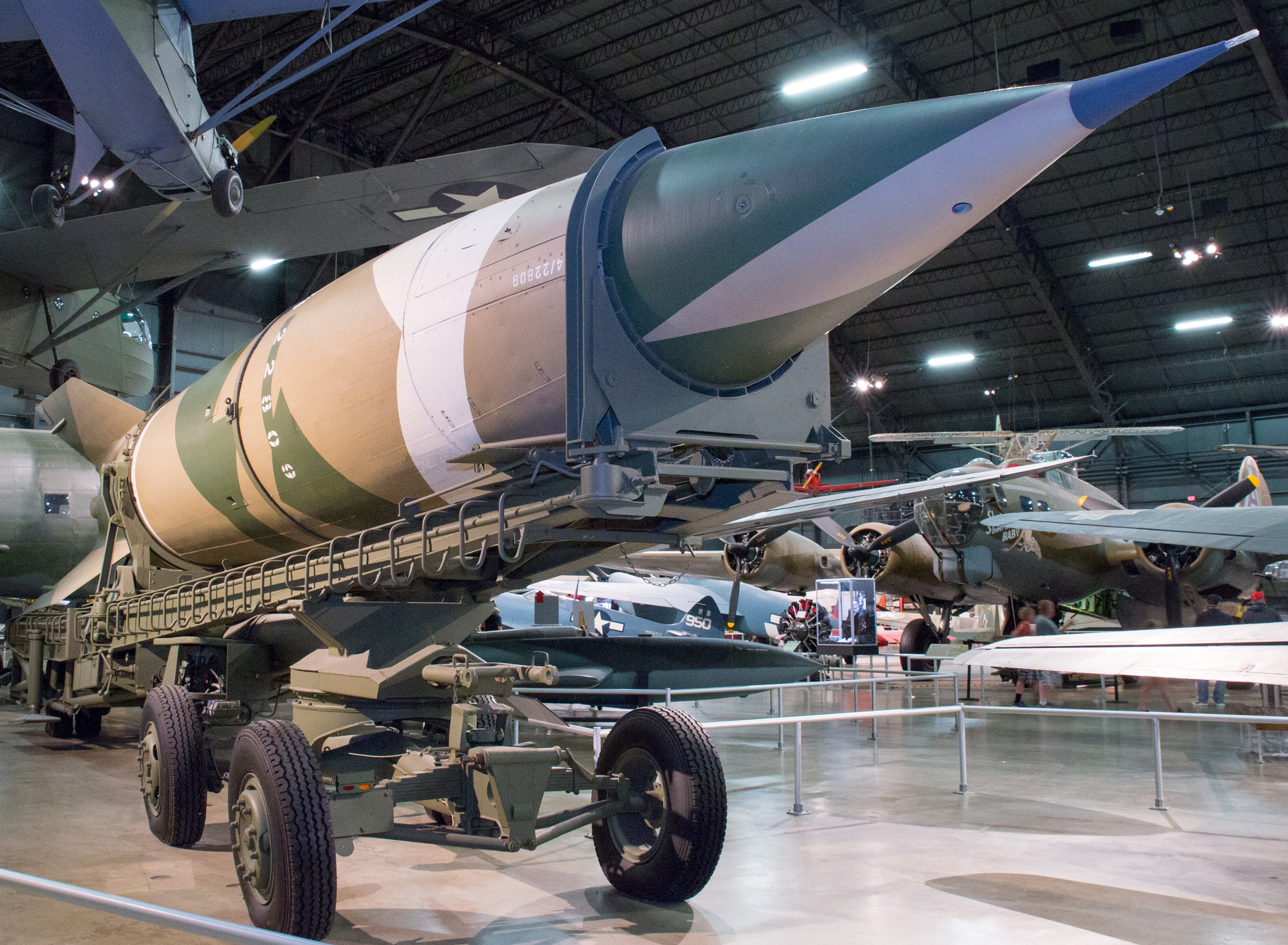
Wózek w National Museum of the United States Air Force

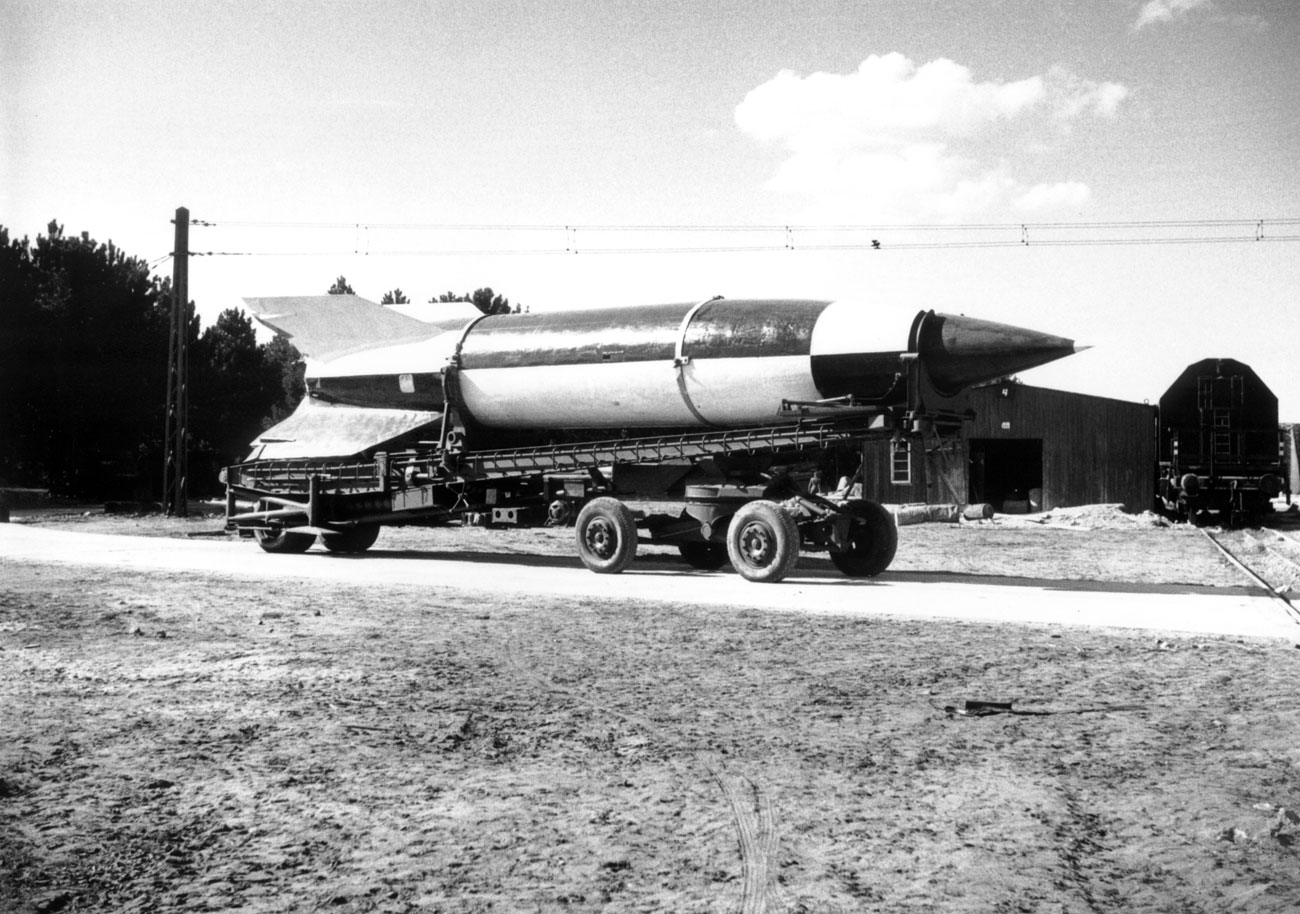
Wózek Meillera z rakietą V-2

Wózek Meillera (niem. Meillerwagen) – mobilna wyrzutnia rakietowa rakiet balistycznych zaprojektowana w nazistowskich Niemczech, holowana przez specjalistyczne pojazdy wojskowe armii niemieckiej. Pierwotna przeznaczona była do transportu rakiet A-4, bardziej znanych jako V-2. 

## Budowa
Zamiast powierzchni oparcia przytwierdzono tylko szynę, do której przymocowano rakietę za pomocą dwóch przesuwanych nóg. Podczas celowania wymaganą wysokość można było ustawić za pomocą hydraulicznego urządzenia do podnoszenia, zamontowanego na wózku. Korekcję boczną uzyskiwano poprzez odchylenie wózka. Ta nieprecyzyjna metoda w połączeniu z wahaniami ramienia nośnego, które nie było w stanie poradzić sobie z obciążeniami startowymi rakiety, znacznie zwiększyła rozrzut pocisku, tak, że przy maksymalnym zasięgu strzału należało spodziewać się bocznego odchylenia ponad 20 kilometrów od punktu docelowego. 

## Użycie
Wózek Meillera wraz z rakietą obsługiwany był przez niemiecki pluton ogniowy, w którym oprócz szeregowych żołnierzy znajdowali się także specjaliści-technicy. Gdy V-2 stała już na wózku gotowa do wystrzelenia, na komendę wszyscy do schronu, żołnierze wskakiwali do wcześniej wykopanych przez siebie dziur w ziemi, w odległości 150 metrów od rakiety. Opancerzone stanowisko ogniowe, od którego prowadził gruby kabel do gniazda wtyczkowego rakiety, znajdowało się w odległości 100 metrów. Zapalnik umieszczany tuż przed startem V-2, odpalano za pomocą zwykłej zapałki, po czym wycofywano się z powrotem do dziur w ziemi. O powodzeniu lub niepowodzeniu rakiety dowiadywano się dopiero z tajnych raportów, a w przypadku niewypału pluton ogniowy musiał trwać na swoich stanowiskach przez dwie godziny.    
Wózki Meillera wykorzystywano także do transportu rakiet Rheinbote używanych do ostrzału Holandii. Platforma startowa była prosta w konstrukcji i łatwa w transporcie.